# كريس بيلي (تنس)
كريس بيلي (بالإنجليزية: Chris Bailey)‏ مواليد 29 أبريل 1968 في نورتش، هو لاعب كرة مضرب إنجليزي سابق بدأ مسيرته كمحترف سنة 1987 وكان يلعب باليد اليمنى، اعتزل اللعب في 1994. أعلى تصنيف له في الفردي كان المركز الـ 126 في سنة 1989. أعلى تصنيف له في الزوجي كان المركز الـ 211 في سنة 1994.

## روابط خارجية
- كريس بيلي على موقع رابطة محترفي التنس (الإنجليزية)
- كريس بيلي على موقع الاتحاد الدولي لكرة المضرب (الإنجليزية)
- كريس بيلي على موقع كأس ديفيز (الإنجليزية)
- كريس بيلي على موقع خلاصة التنس.كوم (الإنجليزية)